# Football club moulinois rugby
Maillots
Actualités
Dernière mise à jour : 10 décembre 2010.
Le Football Club Moulinois Rugby est un club français de rugby à XV basé dans la commune de Moulins. Pour la saison 2019-2020 il évolue en division Honneur de la Ligue régionale Auvergne-Rhône-Alpes.

## Histoire
Fondé le 20 octobre 1906, il multiplie les victoires à partir de 1908 et certains des plus grands clubs nationaux figurent alors à son tableau de chasse : le SCUF en 1909, le Stade français la même année ainsi qu'en 1911.
En 1923, le FCM affirme sa supériorité régionale en accédant au championnat de France excellence qui regroupe les meilleures formations françaises du moment.
Son passage parmi l'élite ne durera que le temps de cette saison, car le FCM redescendra en fin de saison en division série
Depuis 1924 le FCM Rugby oscille entre la deuxième division et la 3e division au rythme des montées et descente.
De 1963-1964 à 1967-1968 il joue en division 2, mais rétrograde en division 3 de la saison 1968-1969 à 1969-1970, avant d'être relégué en séries régionales de 1970-1971 à 1974-1975.
Il remonte en division 3 de 1975-1976 à 1980-1981.
En division 2 de 1981-1982 à 1986-1987, il retrouve la division 3 de 1988-1989 à 1999-2000.
Les saisons 2000-2001 à 2002-2003 voient le club évoluer en Fédérale 2. À partir de la saison 2003-2004 il participe à la Fédérale 3, secteur sud est avant d'être rétrogradé en championnat régional.
Pour la saison 2019-2020 il évolue en division Honneur de la Ligue régionale Auvergne-Rhône-Alpes.

## Palmarès
- Champion d'Auvergne: 1957.

## Entraîneurs
- ?-2022 :  Pierre Galan (entraîneur principal) et Anthony Crochet (adjoint)
- 2022- :  Anthony Crochet (entraîneur principal)